# 収納
| ウィキペディアには「収納」という見出しの百科事典記事はありません（タイトルに「収納」を含むページの一覧/「収納」で始まるページの一覧）。 代わりにウィクショナリーのページ「収納」が役に立つかもしれません。 |